# El somni d'Ellis
El somni d'Ellis (títol en anglès, The Immigrant) és una pel·lícula de 2013 dirigida per James Gray i protagonitzada per Marion Cotillard i Jeremy Renner, estrenada al Festival de Canes d'aquell any. Anteriorment, el projecte havia rebut els títols de Low Life i The Nightingale. Es va subtitular al català pels cinemes. Posteriorment, es va doblar al català central per a TV3, i al valencià per a À Punt.

## Argument
1920: Ewa (Marion Cotillard) arriba de Polònia als Estats Units amb el desig de fer realitat el seu somni americà; però les coses no van bé des del moment en què posa els peus a l'illa d'Ellis. La seva germana està malalta i els metges que els esperen a les duanes de Nova York decideixen separar-les i posar-la en quarantena per possible infecció de tuberculosi. Al mateix temps, es decideix retornar a l'Ewa al seu país. Desesperada per entrar amb la seva germana als Estats Units, Ewa accepta l'ajuda d'en Bruno (Joaquin Phoenix) que aconsegueix fer-la sortir clandestinament de l'illa d'Ellis i li ofereix feina. Tanmateix, no tot és el que sembla i aviat descobrirà les vertaderes intencions d'en Bruno. A més, coneixerà l'amor d'Orlando (Jeremy Renner), el germà i també enemic del mateix Bruno.

## Repartiment
- Marion Cotillard: Ewa Cybulska
- Joaquin Phoenix: Bruno Weiss
- Jeremy Renner: Orlando the Magician
- Elena Solovey: Rosie Hertz
- Dagmara Dominczyk: Belva
- Maja Wampuszyc: Aunt Edyta
- Angela Sarafyan: Magda
- Ilia Volok: Voytek
- Antoni Corone: Thomas MacNally
- Dylan Hartigan: Roger

## Producció
El director James Gray va afirmar que la pel·lícula El somni d'Ellis està basada en un "80% en les memòries dels seus avis que van arribar als Estats Units el 1923", i ho va descriure com la seva "pel·lícula més personal i autobiogràfica fins al moment". També es va inspirar en l'òpera Il Trittico de Giacomo Puccini.
Com que Gray va escriure unes 20 pàgines del diàleg en polonès, Marion Cotillard "va haver d'aprendre polonès per tal de poder fer el paper d'Ewa i parlar en anglès amb un increïble accent polonès."

## Premis i nominacions
Nominacions
- Palma d'Or al Festival Internacional de Cinema de Canes
- Millor pel·lícula al Festival de Cinema de Nova York